# San Leanna
San Leanna – wieś w Stanach Zjednoczonych, w stanie Teksas, w hrabstwie Travis.